# La meva noia
La meva noia (títol original: My girl) és una film nord-americà dramàtic de Howard Zieff estrenada l'any 1991. Ha estat doblada al català.

## Argument
El film té lloc a Madison a l'estat de Pennsilvània, l'estiu de 1972. Vada és una xicota d'onze anys, hipocondríaca, que va perdre la seva mare en el part i que viu des d'aleshores amb el seu pare que s'ocupa de les pompes fúnebres instal·lades al subsòl de la casa. Aquesta instal·lació espanta la noia, que manté un sentiment de culpabilitat amb relació a la mort de la seva mare. A Vada li fan bromes les altres noies perquè el seu millor amic, Thomas J. Sennett (Macaulay Culkin), és impopular i sobretot un noi. Les seves aventures d'estiu, del primer petó a l'últim adéu, van introduir Vada al món de l'adolescència. Els seus enllaços amb ell s'intensifiquen al llarg del film. L'arribada de Shelly com ajudant del seu pare fa a poc a poc descobrir a Vada tot el que la lliga a esdevenir una dona.

## Repartiment
- Dan Aykroyd: Harry Sultenfuss
- Jamie Lee Curtis: Shelly DeVoto
- Macaulay Culkin: Thomas J. Sennett
- Anna Chlumsky: Vada Margaret Sultenfuss
- Richard Masur: Phil Sultenfuss
- Griffin Dunne: Mr. Jake Bixler
- Ray Buktenica: Danny DeVoto
- Ann Nelson: Gramoo Sultenfuss
- Peter Michael Goetz: Dr. Welty
- Jane Hallaren: infermera Randall
- Anthony R. Jones: Arthur
- Tom Villard: Justin
- Lara Steinick: Ronda
- Kristian Truelsen: Charles
- David Caprita: Ray
- Cassi Abel: Judy

## Al voltant de la pel·lícula
- El tema My Girl va ser un tube interpretat pel grup The Temptations
- El film ha tingut una continuació, My Girl 2, dirigida pel mateix Howard Zieff i amb els mateixos actors.
- "Melodrama de tints psicològics. Entretinguda, sensible i taquillera història"[3]